# Turistická značená trasa 7221
 Turistická značená trasa 7221 je krkonošská 3 km dlouhá žlutě značená trasa Klubu českých turistů v okrese Semily spojující lokalitu Skelné Hutě trasou pokračující na Dvoračky. Její převažující směr je severozápadní. Trasa se nachází na území Krkonošského národního parku.

## Průběh trasy
Trasa má svůj počátek v lokalitě Skelné Hutě v blízkosti Hotelu Skála a stejnojmenné autobusové zastávky v údolí Jizerky. Počátečním rozcestím prochází modře značená trasa 1805 z Jablonce nad Jizerou k přehradě Labská. Trasa v celé délce stoupá po asfaltové komunikaci údolím Kozelského potoka k severozápadu a to nejprve po levém a poté po pravém břehu. Kromě odboček k jednotlivým chalupám se asi 300 metrů pod koncovým rozcestím nachází Kozelský vodopád. Trasa končí na křižovatce asfaltových komunikací, kterou prochází zeleně značená trasa 4272 z Rezku do sedla pod Dvoračkami.